# 小林忠生
小林 忠生（こばやし ただお、旧姓：早川、1930年7月7日 - ）は、神奈川県出身の元サッカー選手、サッカー指導者。父親は日本海軍中将の早川幹夫、実兄の早川純生もサッカー選手で、東京大学、日本鋼管で活躍した。

## 経歴
神奈川県立湘南中学校時代の1948年に第3回国民体育大会で準優勝。卒業後は慶應義塾大学経済学部に進学しソッカー部に所属。在学中の1953年には鈴木徳衛と共に日本学生選抜に選出され、1953年国際大学スポーツ週間（ユニバーシアードの前身）に出場した。1954年3月に大学を卒業。卒業後は東京海上火災保険に入社した（勤務先でサッカー部活動を行ったかは不明）。
卒業後も慶應BRB（現役、OBで構成された混成チーム）の一員として1954年、1956年の全日本サッカー選手権大会優勝に貢献。また、1956年6月3日のメルボルン五輪予選、対韓国戦で日本代表デビュー。同年11月のメルボルン五輪本大会にも出場した。
引退後は母校の慶應義塾大学で監督を務めた。

## 所属クラブ
- 神奈川県立湘南中学校
- 1950年 - 1953年 慶應義塾大学
- 慶應BRB

## 代表歴

### 出場大会
- 1956年メルボルンオリンピックのサッカー競技

### 試合数
- 国際Aマッチ 3試合 0得点(1956)

| 日本代表 | 国際Aマッチ | 国際Aマッチ | その他 | その他 | 期間通算 | 期間通算 |
| 年       | 出場        | 得点        | 出場   | 得点   | 出場     | 得点     |
| -------- | ----------- | ----------- | ------ | ------ | -------- | -------- |
| 1956     | 3           | 0           | 3      | 1      | 6        | 1        |
| 通算     | 3           | 0           | 3      | 1      | 6        | 1        |

### 出場
| No. | 開催日         | 開催都市   | スタジアム   | 対戦相手       | 結果       | 監督     | 大会             |
| --- | -------------- | ---------- | ------------ | -------------- | ---------- | -------- | ---------------- |
| 1.  | 1956年06月03日 | 東京都     | 後楽園競輪場 | 韓国           | ○2-0       | 竹腰重丸 | オリンピック予選 |
| 2.  | 1956年06月10日 | 東京都     | 後楽園競輪場 | 韓国           | ●0-2(延長) | 竹腰重丸 | オリンピック予選 |
| 3.  | 1956年11月27日 | メルボルン |              | オーストラリア | ●0-2       | 竹腰重丸 | オリンピック     |